# Smultronsläktet
Smultronsläktet (Fragaria) är ett växtsläkte i familjen rosväxter med cirka 20 arter från tempererade och subtropiska områden på norra halvklotet. Släktet består av fleråriga örter med trefingrade blad, vita blommor, samt skenfrukter. Skenfrukterna bildas av den uppsvällda, köttiga blomaxeln, som på ytan bär små nötter.

## Användning
Flera arter odlas för sina smakliga frukter, i mindre utsträckning även som prydnadsväxter.
Te på torkade blad av vilda smultron har använts i folkmedicinen mot bland annat blodbrist, nervositet, gikt och urinvägsbesvär.

## Några arter
- Smultron eller skogssmultron (Fragaria vesca) är 5–20 cm hög, har rotslående utlöpare, bakåtriktade foderblad och frukt som lätt lossnar. Arten växer allmänt i Sverige utom i norra Norrlands inland. 
  - Månadssmultron (Fragaria vesca var. semperflorens), är en odlad variant av skogssmultron som blommar och sätter frukt hela sommaren. Månadssmultronen har relativt stora frukter, men har inte lika kraftig smak som de vilda.
- Backsmultron (nejkon) (Fragaria viridis), är 5–15 cm hög, har större blommor och hårt fastsittande frukt, som omsluts av foderbladen, och växer på torra backar i södra och mellersta Sverige.
- Scharlakanssmultron (Fragaria virginiana) är en nordamerikansk art. Den är en av de smultronarter, ur vilka man förädlat fram jordgubben.
- Parksmultron (Fragaria moschata) är 15–30 cm hög och har långhåriga blomskaft. Det växer sedan länge förvildat hos oss främst i trädgårdar och parker.
- Jordgubbe (Fragaria ×ananassa)